# 大埔橋
大埔橋，台灣的公路橋樑，位於台3線333公里處，橫跨曾文溪，為嘉義縣大埔鄉必經要道。於橋上，可俯瞰曾文溪的峽谷景觀，下游則是曾文水庫的上池。
大埔橋的橋身設計採長跨徑方式建於曾文溪兩岸，最大特色是沒有使用橋墩落於河床上，配合著峽谷地形所呈現的景觀，而且是進出大埔鄉的必經要道，大埔橋成為大埔鄉的一項景點。大埔橋建造目的是為曾文水庫未來蓄水後，會淹沒當地的交通與民宅，以及基於軍事國防、經濟開發的考量，故於民國62年3月完工，大埔橋與沄水密枝戰備道（現今台3線）同一時間啟用。
就橋身的設計而言，當時台灣並存著三座無橋墩設計的跨徑式橋樑，分別是台7線復興橋、台11線長虹橋、台3線大埔橋。